# Кирсли, Джонатан
Джо́натан Ки́рсли (англ. Jonathan Kearsley; 1786, Пенсильвания — 1859, Детройт, Мичиган) — американский военный и государственный деятель, участник англо-американской войны, мэр Детройта в 1826 и 1829 годах.

## Биография
Джонатан Кирсли родился в штате Пенсильвания 20 августа 1786 года. В 1811 году окончил Колледж им. Дж. Вашингтона в Вашингтоне, штат Пенсильвания. В следующем году он поступил на службу в армию США. Во время англо-американской войны участвовал в нескольких сражениях, в одном из которых был тяжело ранен в ногу, в результате чего её пришлось ампутировать. Операция была проведена ненадлежащим образом и Кирсли всю оставшуюся жизнь прожил с болью.
В 1815 году он женился на Маргарет Кирсли Хетич, от которой у него были трое детей: Эдмунд Робертс (1816), Ребекка (1817) и Марта (1819). В 1821 году Маргарет умерла, а позднее Джонатан женился на Рэйчел Валентайн.
С 1817 по 1819 год Кирсли работал в Департаменте налоговых сборов в Виргинии. После переезда в Детройт, в течение 13-и лет занимал должность Управляющего общественной казной.
Кирсли дважды становился мэром Детройта: первый раз был назначен городским советом в 1826 году, чтобы заполнить срок Генри Джексона Ханта, а в 1829 году переизбран. Также он входил в совет попечителей Мичиганского университета с 1827 по 1837 год, а затем во вновь организованный совет регентов с 1838 по 1852 год.
Умер в 1859 году, похоронен на кладбище Элмвуд.
В честь Джонатана Кирсли назван школьный округ в штате Мичиган.